# ريتشارد إل. جنكينز
ريتشارد إل. جنكينز (بالإنجليزية: Richard L. Jenkins)‏ هو طبيب نفسي أمريكي، ولد في 3 يونيو 1903، وتوفي في 30 ديسمبر 1991.